# Ліпибоки (передмістя Буська)
Ліпибоки - передмістя у південній частині Буська, розташоване на правому березі Західного Бугу та лівому березі Солотвини.

## Історія заселення
У руський період передмістя було щільно заселеним, про що свідчать численні знахідки керамічних та побутових артефактів періоду Х-XIII століття. На східній окраїні передмістя на лівому березі Солотвини збереглися залишки давньоруського городища з валами та оборонними ровами. Як у той час називалося передмістя достеменно не відомо, але, зважаючи на архаїчну форму та етимологію топоніма, можна припустити, що назва "Ліпибоки" походить саме з цього періоду.
У офіційних документах топонім широко вживається з XVII століття.
У період середньовіччя і до початку XX ст. заселене в основній масі руським (українським) населенням.
З середини XVI ст. на території передмістя діяла Буська папірня

## Етимологія
Структурно мікротопонім є композитним утворенням від словосполучення "лѣпыи бокъ" - "гарний бік", "гарна сторона".
Псевдоетимологічні реконструкції зі співвіднесенням з твірною основою дієслова "лѣпити" - науково невмотивовані.

## Сучасне уживання топоніма
На відміну від інших міських топонімів Буська, назва "Ліпибоки" не стала офіційною назвою вулиці (сучасні міські вулиці Івана Франка та Папірня), але й досі вживається як неофіційна назва передмістя.